# Nena
Nena là một siêu lục địa cổ đại nhỏ, bao gồm thềm lục địa của Arctica, Baltica và châu Nam Cực.

## Niên đại
- ~1,8 tỷ năm trước, siêu lục địa Columbia đã hình thành. Mọi thành phần của Nena nằm cùng với nhau.
- ~1,5 tỷ năm trước, siêu lục địa Columbia tách ra, bỏ lại Nena như là một trong số các lục địa.

Sự trôi dạt của các lục địa

- ~1,1 tỷ năm trước, Nena trở thành một phần của siêu lục địa Rodinia.
- ~750 triệu năm trước, Rodinia tách ra thành hai siêu lục địa nhỏ là Protolaurasia và Protogondwana, cũng như là lục địa Congo. Phần lớn của Nena nằm trong Protolaurasia, nhưng miền Đông Nam Cực nằm trong Protogondwana.
- ~600 triệu năm trước, tất cả lại nằm chung trong một siêu lục địa lớn là Pannotia.
- ~540 triệu năm trước, Pannotia tách ra. Mọi thềm lục địa cũ của Nena cũng bị tách ra. Arctica tách ra thành Siberia và Laurentia tách ra gần đó. Do đó Nena không tồn tại nữa.